# Міняшкіно
Міня́шкіно (рос. Миняшкино, марій. Миняшкин) — присілок у складі Гірськомарійського району Марій Ел, Росія. Входить до складу Єласівського сільського поселення.

## Населення
Населення — 66 осіб (2010; 75 у 2002).
Національний склад (станом на 2002 рік):
- марі — 100 %